# Gent-Wevelgem 2023
De wielerwedstrijd Gent-Wevelgem vond in 2023 plaats op 26 maart. De wedstrijd kende een mannen- en een vrouweneditie. Beide wedstrijden startten in Ieper en finishten in Wevelgem. Bij de mannen won de Fransman Christophe Laporte; bij de vrouwen won de Zwitserse Marlen Reusser.

## Mannen Elite
De 85e editie van deze wielerwedstrijd voor de mannen was onderdeel van de UCI World Tour. Op 55 kilometer voor de finish gingen Wout van Aert en Christophe Laporte in de aanval. Dit gebeurde op de Kemmelberg, geen andere renners konden de heren van Jumbo-Visma volgen. 

### Uitslag
| Plaats  | Naam               | Ploeg               | tijd     |
| ------- | ------------------ | ------------------- | -------- |
| Winnaar | Christophe Laporte | Team Jumbo-Visma    | 4u37'54" |
| 2       | Wout van Aert      | Team Jumbo-Visma    | z.t.     |
| 3       | Sep Vanmarcke      | Israel-Premier Tech | +1'56"   |
| 4       | Frederik Frison    | Lotto-Dstny         | z.t.     |
| 5       | Mads Pedersen      | Trek-Segafredo      | z.t.     |
| 6       | Mikkel Bjerg       | UAE Team Emirates   | z.t.     |
| 7       | Alexis Renard      | Cofidis             | +2'04"   |
| 8       | Olav Kooij         | Team Jumbo-Visma    | z.t.     |
| 9       | Danny van Poppel   | BORA-hansgrohe      | z.t.     |
| 10      | Daniel McLay       | Arkéa Samsic        | z.t.     |

## Vrouwen Elite
De 12e editie van de wedstrijd voor de vrouwen werd gewonnen door de Zwitserse Marlen Reusser. Ze ging 40 kilometer voor de finish in de aanval. Zodoende kwam ze solo over de finish, ze had een voorsprong van ruim 2 en een halve minuut op het peloton.

### Deelnemende ploegen
Alle vijftien ploegen van de World Tour namen deel, aangevuld met negen continentale ploegen.
| UCI-World Tourteams                                                                                                | UCI-World Tourteams                                                               | UCI-teams |
| --- | --------------------------------------------------------------------------------- | --- |
| Canyon-SRAM DSM EF Education FDJ-Suez Fenix-Deceuninck Human Powered Health Israel Premier Tech Roland Jayco AlUla | Jumbo-Visma Liv Racing TeqFind Movistar SD Worx Trek-Segafredo UAE Team ADQ Uno-X | AG Insurance-Soudal Quick-Step Ceratizit-WNT Cofidis Duolar-Chevalmeire Lifeplus Wahoo Lotto Dstny Ladies Parkhotel Valkenburg Proximus-Alphamotorhomes-Doltcini Zaaf Cycling Team |

### Uitslag
| Plaats  | Naam                    | Ploeg            | tijd     |
| ------- | ----------------------- | ---------------- | -------- |
| Winnaar | Marlen Reusser          | Team SD Worx     | 4u16'47" |
| 2       | Megan Jastrab           | Team DSM         | +2'42"   |
| 3       | Maike van der Duin      | Canyon-SRAM      | z.t.     |
| 4       | Karlijn Swinkels        | Team Jumbo-Visma | z.t.     |
| 5       | Christina Schweinberger | Fenix-Deceuninck | z.t.     |
| 6       | Marta Bastianelli       | UAE Team ADQ     | z.t.     |
| 7       | Elinor Barker           | Uno-X            | z.t.     |
| 8       | Clara Copponi           | FDJ-Suez         | z.t.     |
| 9       | Anna Henderson          | Team Jumbo-Visma | z.t.     |
| 10      | Shari Bossuyt           | Canyon-SRAM      | z.t.     |

1934 · 1935 · 1936 · 1937 · 1938 · 1939 · 1940 · 1941 · 1942 · 1943 · 1944 · 1945 · 1946 · 1947 · 1948 · 1949 · 1950 · 1951 · 1952 · 1953 · 1954 · 1955 · 1956 · 1957 · 1958 · 1959 · 1960 · 1961 · 1962 · 1963 · 1964 · 1965 · 1966 · 1967 · 1968 · 1969 · 1970 · 1971 · 1972 · 1973 · 1974 · 1975 · 1976 · 1977 · 1978 · 1979 · 1980 · 1981 · 1982 · 1983 · 1984 · 1985 · 1986 · 1987 · 1988 · 1989 · 1990 · 1991 · 1992 · 1993 · 1994 · 1995 · 1996 · 1997 · 1998 · 1999 · 2000 · 2001 · 2002 · 2003 · 2004 · 2005 · 2006 · 2007 · 2008 · 2009 · 2010 · 2011 · 2012 · 2013 · 2014 · 2015 · 2016 · 2017 · 2018 · 2019 · 2020 · 2021 · 2022 · 2023 · 2024
Lijst van beklimmingen
Tour Down Under ·
Great Ocean Road Race ·
Ronde van de Verenigde Arabische Emiraten ·
Omloop Het Nieuwsblad ·
Strade Bianche ·
Parijs-Nice · 
Tirreno-Adriatico · 
Milaan-San Remo ·
Ronde van Catalonië ·
Classic Brugge-De Panne ·
E3 Saxo Bank Classic ·
Gent-Wevelgem ·
Dwars door Vlaanderen ·
Ronde van Vlaanderen ·
Ronde van het Baskenland ·
Parijs-Roubaix ·
Amstel Gold Race ·
Waalse Pijl ·
Luik-Bastenaken-Luik ·
Ronde van Romandië ·
Eschborn-Frankfurt ·
Ronde van Italië ·
Critérium du Dauphiné ·
Ronde van Zwitserland ·
Ronde van Frankrijk ·
Clásica San Sebastián ·
Ronde van Polen ·
BEMER Cyclassics ·
Renewi Tour ·
Ronde van Spanje ·
Bretagne Classic ·
GP van Quebec ·
GP van Montréal ·
Ronde van Lombardije ·
Ronde van Guangxi
Tour Down Under ·
Cadel Evans Great Ocean Road Race ·
Ronde van de Verenigde Arabische Emiraten ·
Omloop Het Nieuwsblad ·
Strade Bianche ·
Ronde van Drenthe ·
Trofeo Alfredo Binda-Comune di Cittiglio ·
Brugge-De Panne ·
Gent-Wevelgem ·
Ronde van Vlaanderen ·
Parijs-Roubaix ·
Amstel Gold Race ·
Waalse Pijl ·
Luik-Bastenaken-Luik ·
La Vuelta España Femenina ·
Itzulia Women ·
Ronde van Burgos ·
RideLondon Classic ·
Ronde van Zwitserland ·
Giro Donne ·
Tour de France Femmes ·
Ronde van Scandinavië ·
GP de Plouay-Bretagne ·
Simac Ladies Tour ·
Ronde van Romandië ·
Ronde van Chongming ·
Ronde van Guangxi
Afgelaste wedstrijden: The Women's Tour ·
Postnord Vårgårda WestSweden